# Emertonella taczanowskii
Emertonella taczanowskii là một loài nhện trong họ Theridiidae.
Loài này thuộc chi Emertonella. Emertonella taczanowskii được Eugen von Keyserling miêu tả năm 1886.